# Pablo Lechuga
Lechuga  Rodríguez est un nom espagnol. Le premier nom de famille, en général paternel, est Lechuga ; le second, en général maternel, souvent omis, est Rodríguez.
Pablo Lechuga Rodríguez, né le 16 août 1990 à Jaén, est un coureur cycliste espagnol.

## Palmarès et résultats

### Palmarès par année
- 2007
  -  Champion d'Espagne de course aux points juniors
  - Tour du Portugal juniors
- 2008
  - Vainqueur de la Coupe d'Espagne juniors
  - Tour de Vega de Granada :
    - Classement général
    - 2e et 3ea (contre-la-montre) étapes

  - 2e du Circuito Guadiana juniors
- 2009
  - 2e étape du Tour de Carthagène
  - 1re étape des Trois Jours d'Alava
  - 3e de la Volta ao Ribeiro
- 2013
  - Premio San Pedro
  - 2e de la Santikutz Klasika
  - 3e de la Coupe d'Espagne de cyclisme
- 2014
  - 1re étape du Tour de Gironde (contre-la-montre par équipes)

### Résultats sur les grands tours

#### Tour d'Espagne
1 participation
- 2012 : abandon (16e étape)

### Classements mondiaux
| Année           | 2014 |
| --------------- | ---- |
| UCI Europe Tour | 545e |